# Zoltán Schenker
Dans le nom hongrois Schenker Zoltán, le nom de famille précède le prénom, mais cet article utilise l’ordre habituel en français Zoltán Schenker, où le prénom précède le nom.
Zoltán Ozoray Schenker, né le 13 octobre 1880 à Váradszentmárton, aujourd'hui Sânmartin en Roumanie, est un escrimeur hongrois. Il pratiquait à la fois le sabre et le fleuret, obtenant l'or et l'argent olympiques par équipes au sabre et le bronze par équipes au fleuret.

## Biographie
En 1912, il participe, à 31 ans, à ses premiers Jeux olympiques à Stockholm. Il dispute les épreuves de fleuret et de sabre en individuel, éliminé au troisième tour de poules au fleuret, il se qualifie pour la poule finale de sabre en compagnie de six autres Hongrois et d'un seul Italien. Il gagne contre le médaillé d'or, Jenő Fuchs, mais perd contre les deux autres médaillés, Béla Békessy et Ervin Mészáros et contre le jeune Nedo Nadi, de quatorze ans son cadet. Avec une défaite de trop, il échoue au pied du podium, à la quatrième place. Sans surprise, l'équipe hongroise domine sans partage l'épreuve par équipes et décroche l'or. 
Après la Première Guerre mondiale, Schenker progresse au fleuret. Il en devient champion de Hongrie en 1922. Cependant, aux Jeux de 1924 à Paris, il est éliminé au fleuret individuel dès le premier tour, avec une victoire pour trois défaites, dont une contre le Français Philippe Cattiau, qui gagnera la médaille d'argent. Au sabre individuel, il se hisse à nouveau dans la poule finale. Il est battu à trois reprises, par les trois futurs médaillés : Sándor Pósta, Roger Ducret et János Garay. Comme en 1912, avec une défaite de trop, il manque un possible barrage pour la médaille d'or et se classe quatrième. Par équipes, Schenker obtient deux médailles. Au fleuret, il bénéficie du retrait de l'Italie de la poule finale après que les Italiens aient accusé l'entraîneur hongrois, qui arbitrait leur match contre la France, d'avantager les Français. La Hongrie est battue par la France (2-14) et la Belgique (7-9). Le forfait italien leur offre, de fait, la médaille de bronze. Au sabre, la Hongrie en poule finale écrase les Pays-Bas (14-2) et la Tchécoslovaquie (11-5). Mais l'Italie a refait son retard dans l'arme, et au terme d'un match serré, les Italiens s'imposent (8-8, 50-46). La Hongrie obtient la médaille d'argent, laissant échapper pour la première fois l'or olympique (la Hongrie était bannie des Jeux lors de l'édition 1920).
Une anecdotique apparition aux Jeux d'Anvers en 1928, à 47 ans, se solde par une élimination au deuxième tour de poule. Après la Seconde Guerre mondiale, Schenker se dédie à l'écriture d'ouvrages théoriques sur la pratique de l'escrime, particulièrement sur le sabre. Il meurt en 1966 à 85 ans. 

## Palmarès
- Jeux olympiques
  -  Médaille d'or au sabre par équipes aux Jeux olympiques de 1912 à Stockholm
  -  Médaille d'argent au sabre par équipes aux Jeux olympiques de 1924 à Paris
  -  Médaille de bronze au fleuret par équipes aux Jeux olympiques de 1924 à Paris